# Thomas Brudenell (1er comte de Cardigan)
Thomas Brudenell, 1er comte de Cardigan (c. 1583 - 16 septembre 1663), connu sous le nom de Thomas Brudenell, baronnet, entre 1611 et 1628 et Lord Brudenell entre 1628 et 1661, est un pair anglais et soldat royaliste.

## Biographie
Brudenell est le fils de Robert Brudenell, de Doddington, Huntingdonshire, et Deene, Northamptonshire, et de Catherine Taylarde, fille de Geoffrey Taylarde, et héritière de son grand-père Lawrence Taylarde. Il est le petit-fils de Thomas Brudenell, High Sheriff of Rutland, et l'arrière-petit-fils de Robert Brudenell, Lord Chief Justice of the Common Pleas. Il hérite des domaines Deene en 1606 à la mort de son oncle paternel. En 1611, il est créé baronnet de Deene dans le comté de Northampton.
Comme beaucoup de membres de sa famille et la famille de sa femme, il professe ouvertement la foi catholique romaine. A ce titre, il est à plusieurs reprises poursuivi pour récusation, mais la haute estime dans laquelle il est tenu par ses voisins protestants lui permet d'échapper aux rigueurs des lois pénales. En 1613, les juges de paix du Northamptonshire remarquent, presque en passant, que seule leur estime pour Thomas lui a permis, ainsi qu'à quatorze membres de sa famille, d'échapper si longtemps à une condamnation pour récusation. Cette attitude tolérante envers la religion de Brudenell est particulièrement importante dans la mesure où son beau-frère Francis Tresham est l'un des principaux acteurs du complot des poudres huit ans avant que les juges ne fassent leurs remarques. Un résumé de la confession de Tresham sur son lit de mort concernant son rôle dans le complot, et un compte rendu de ses dernières heures écrit par son secrétaire William Vavasour, transmis à Brudenell et passé inaperçu dans la salle des munitions de Deene Park pendant 300 ans.
En 1628, il est élevé à la pairie en tant que baron Brudenell, de Stonton dans le comté de Leicester. Il combat aux côtés des royalistes pendant la guerre de Sécession et est emprisonné à la Tour de Londres. Après la Restauration, il est créé comte de Cardigan en 1661.
L'élévation de Brudenell au rang de comte est faite le 20 avril 1661, quelques jours avant le couronnement de Charles II le 23.
Lord Cardigan épouse Mary Tresham, fille de Thomas Tresham de Rushton, Northamptonshire et Muriel Throckmorton, et sœur de Francis Tresham, l'un des meneurs du complot des poudres. Ils ont au moins deux enfants, un fils Robert et une fille Mary, qui épouse d'abord John Constable, 2e vicomte de Dunbar (mort en 1668), et se remarie à John Dalton. Il meurt en 1663 et est remplacé au comté par son fils, Robert. La comtesse de Cardigan meurt en octobre 1664.